# في مكان ما في إفريقيا (فلم)
في مكانٍ ما في إفريقيا: صرخاتُ الإنسانيّة هو فيلم درامي نيجيري غاني صدر عام 2011 من إخراج فرانك راجا أراس ومن بطولة مجيد ميشيل، مارثا أنكوماه وكوفي أدجورلولو. حصل الفيلمُ على 7 ترشيحاتٍ في حفل توزيع جوائز أكاديمية السينما الأفريقية (بالإنجليزية: Africa Movie Academy) التاسع بما في ذلك: أفضل ممثل في دور رئيسي، أفضل موسيقى تصويرية، أفضل مؤثرات مرئية وأفضل ماكياج.

## طاقم التمثيل
| - مجيد ميشيل في دور الجنرال يوسف مومباسا - مارثا أنكوما في دور نيفيرا | - إيدي نارتي في دور باسكال - كوفي أدجورلولو في دور الجنرال أوليمبا | - روزلين نجيسا في دور النقيب راجيل - ديفيد دونتو في منصب الرئيس جابيزا |

## الاستقبال
قيَّمَ موقع نوليود ريفينتد (بالإنجليزية: Nollywood Reinvented) فيلم في مكانٍ ما في أفريقيا بنسبة 43% حيثُ أشاد بالموسيقى التصويريّة وبالتصوير السينمائي وكذا بالسيناريو.

## الجوائز
رُشِّحَ الفيلمُ للمنافسة على سبعِ فئاتٍ في حفل توزيع جوائز أكاديمية الأفلام الأفريقية التاسع وتعلّق الأمر بـ:
| - أفضل إنتاج - أفضل تصميم الأزياء - أفضل مكياج - أفضل موسيقى تصويرية | - أفضل مؤثرات مرئية - أفضل ممثل شاب/واعد - أفضل ممثل في دور رئيسي |